# Alfarnatejo
Alfarnatejo – gmina w Hiszpanii, w prowincji Malaga, w Andaluzji, o powierzchni 20,36 km². W 2011 roku gmina liczyła 532 mieszkańców.